# 고대의 행성
고대 행성(古代 行星, 영어: classical planet)은 고대의 여러 문화권에서 알려진 하늘에서 관측 가능한 비고정적인 객체였다. 그러므로, 고대 행성은 우리 태양계에서 지구를 제외한 태양과 달 그리고 태양과 가장 가까운 (지구에서도 가장 가까운) 다섯 행성이다. 전자의 둘은 물론이고 후자들 중에서 네 개는 망원경 없이도 관측 가능하다. 그 다섯 행성은 수성과 금성, 화성, 목성, 그리고 토성이다.
고대의 천문학자들은 어떻게 특정 광원들이 하늘의 다른 별들 사이를 가로지르며 이동하는지에 대해 유념하였으므로, 영어: planet 플래닛[*]이라는 용어는 그리스어: πλανήτης 플란네테스[*]→"방랑자"에서 유래했다. 그들은 그러한 객체를 asteres planetai 아스테레스 플란네타이[*]→방랑하는 별라고 불렀다. 유사하게, 한자어인 행성(行星)은 의역하면 움직이는 별이라는 뜻을 지녔다. 그것들은 모두 일곱 개의 고대 행성을 구성했으며, 일곱 요일의 이름도 되었다. 즉, 태양(太陽 또는 日, Sun)의 날은 일요일(日曜日, Sunday), 달(月 또는 태음(太陰), Moon)의 날은 월요일(月曜日, Moon-day → Monday), 화성(火星, Mars)의 날은 화요일(火曜日, 라틴어: Martis, 영어: Tuesday), 수성(水星, Mercury)의 날은 수요일(水曜日, Mercurii, Wednesday), 목성(木星, Juiter)의 날은 목요일(木曜日, Iovis, Thursday), 금성(金星, Venus)의 날은 금요일(金曜日, 라틴어: Veneris, 영어: Friday) 그리고 토성(土星, Saturn)의 날은 토요일(土曜日, Saturn-day → Saturday)이다.
수성과 금성은 오직 새벽녘과 저물녘에만 볼 수 있으며, 지구 궤도에 비하면 내행성이다. 금성은 하늘에서 세 번째로 밝은 가장 두드러지는 행성이다. 수성은 태양과 가까움으로 인해 관찰이 덜 용이하다. 스칸디나비아나 알래스카와 같은 북극에 가까운 지역에서 수성을 보려면, 긴 박명과 최대 이각의 매우 낮은 각도로 인하여 광 필터가 필요할 것이다. 화성은 거의 25개월 마다 일어나는 충에 있을 때 그것의 위상 가운데서 가장 밝다. 목성과 토성은 다섯 행성 중에서 가장 크지만, 태양으로부터 더 멀리 떨어져 있기 때문에, 태양빛을 덜 받는다. 그렇지만, 목성은 하늘에서 금성 다음으로 밝은 객체이다. 토성의 광도는 그것의 고리에 의해 높아지는데, 황도에 대한 그것의 경사에 따라 지구로 반사하는 빛의 정도가 달라진다. 그러나, 그 고리 자체는 지구에서 육안으로 보이지 않는다. 이론상으로 천왕성과 때때로 소행성 베스타는 아주 맑은 밤하늘에서 맨눈으로 보이게 되어 있지만, 순수 육안 행성과는 다르게, 그것들은 항상 수천개의 항성 보다 덜 밝으며, 망원경의 도움 없이는 그것들의 존재를 알 수 없을 정도로 충분히 두드러지지는 않는다.

## 역사

### 바빌로니아 천문학
바빌로니아인들은 항성을 일곱 개씩 짝지었다. 참고 문헌은 그것들을 일곱 티크쉬와 일곱 루마쉬 그리고 일곱 마쉬라고 전하는데, 그것은 여러 별자리들 가운데에서 따로 분류되어 구별될 수 있을 정도의 황도대의 별자리보다 오래되었다. 다섯 행성이 확인되었을 때, 그것들에는 태양과 달이 포함되었고, 함무라비의 만신들 가운데 주요한 신들과도 연관지어졌다. 영국 박물관에 있는 한 2개국어 목록에서 열거하는 일곱 행성의 무리는 다음의 순서와 같다.:
| 수메르어 | 아카드어          | 행성 | 신                          |
| 아쿠     | 신                | 달   | 신/수엔                     |
| 비세비   | 샤마시            | 태양 | 샤마시                      |
| 다피누   | 우문-시그-에아    | 목성 | 마르두크/아마루투           |
| 지브지그 | 델레-바트         | 금성 | 이슈타르                    |
| 루림     | 루-바트-사그-우스 | 토성 | 닌우르타/닌브/니리그/니니프 |
| 비부     | 루바트-구드       | 수성 | 나부/네보                   |
| 심투투   | 무스타바루        | 화성 | 네르갈                      |

### 그리스 점성술

#### 기호
중세 비잔티움의 사본에서 고대 행성과 별자리, 각, 가상점 그리고 달의 교점의 기호가 나타나며, 많은 고대 천궁도 또한 보전되어 있다. 그러한 그리스 천궁도의 원본 파피루스에서는 태양이 광선 모양()으로 표시되고 달이 초승달 모양으로 표시된 한 원이 발견된다. 수성과 금성, 목성 그리고 토성의 기호는 후기의 그리스 파피루스에서 발견된 형태로 거슬러 올라간다. 목성과 토성의 기호는 그것들의 그리스어 이름의 첫글자의 문자도안으로 확인되었고, 수성의 기호는 양식화된 카두케우스이다. 몬더는 더 이른 문헌들에서 고대 행성과 연관된 신을 표현하는데 사용된 행성 기호의 선례를 발견하였다. 2세기에 제작된 비안키니의 별자리판은 행성 기호의 초기 형태가 갖추어져 있는데, 행성의 신에 대한 그리스식 인격화를 시사한다.: 수성은 카두케우스를 지닌다. 금성은 다른 줄 목걸이와 연결된 목걸이를 하고 있다. 화성은 창을 갖고 있고, 목성은 지팡이를, 토성은 큰 낫을 들고 있다. 태양은 방사성으로 퍼지는 모양의 왕관을 쓰고 있으며 달은 초승달 모양의 머리 장식을 하고 있다. 12세기 요한네스 카라테로스의《점성술 개론(Compendium of Astrology)》에 있는 한 도해는 태양이 하나의 광선을 가진 원으로 표현되어 있고, 목성은 (그리스 신화에서 유피테르에 상응하는 제우스의 첫글자인) 제타(Ζ)로 표시되어 있으며, 화성은 창이 겹쳐진 방패로 그려져 있다. 그리고, 다른 행성들의 기호는 현대의 것들과 유사한 모양으로 표현되어 있지만, 현대식 기호에서 보여지는 십자모양은 없다. 태양의 현대 기호는 한 원에 점이 찍혀있는 그림(☉)인데, 그 모양은 르네상스 시대에 처음 나타났다.

#### 요일의 이름
그리스 천문학에서 사용된 프톨레마이오스 체계는 지구로부터 가까운 행성부터 먼 행성까지의 순서로 즉, 달, 수성, 금성, 태양, 화성, 목성 그리고 토성의 순서대로 행성을 배치했다. 게다가, 그 순서는 엇갈렸지만,(아래 참조) 하루를 7시간 간격으로 분할한 기간들을 각각 하나씩의 행성이 다스린다고 하였다.
매일의 첫 번째 시간은 그러한 주인 행성의 이름을 따서 명명하게 되어, 로마의 요일 이름 순서가 만들어졌다. 라틴어에 기반하는 현대의 문화권들은 일반적으로 로마로부터 요일이 직접적으로 전해져내려왔고, 그것들의 이름 역시 고대 행성의 것에서 따와서 지어졌는데, 예를 들면, 스페인어로 수요일은 미에르콜레스(Miércoles)로 메르쿠리이(Mercurii)와 유사하고, 프랑스어로 화요일은 마르디(Mardi)로 마르티스(Martis)와 유사하다.
현대 영어에서의 요일은 옛 게르만 및 노르드 문화의 신들로부터 전해져 내려왔는데, 예를 들면, 목요일인 서즈데이(Thursday)는 유피테르(Jupiter)인 토르(Thor)에서, 금요일인 프라이데이(Friday)는 베누스(Venus)인 프리게(Frige)에서 파생되었다. 그러함은 우연의 일치라기보다 아마도 로마의 영향력으로 인해 노르웨이의 신들이 각각의 로마의 행성들과 그것의 신들에 기인했던 것과 상관 있을 수 있다.
| 요일(영어 이름)   | 행성(로마 신)      | 게르만 신(노르드어 이름) | 게르만 신(색슨어 이름) |
| 일요일(Sunday)    | 태양(솔)           | 순니(Sunni)              | 순누(Sunnu)            |
| 월요일(Monday)    | 달(루나)           | 마니(Mani)               | 모나(Mona)             |
| 화요일(Tuesday)   | 화성(마르스)       | 티르(Tyr)                | 티우(Tiw)              |
| 수요일(Wednesday) | 수성(메르쿠리우스) | 오딘(Odin)               | 우덴(Woden)            |
| 목요일(Thursday)  | 목성(유피테르)     | 토르(Thor)               | 투노르(Thunor)         |
| 금요일(Friday)    | 금성(베누스)       | 프리그(Frigg)            | 프리게(Frige)          |
| 토요일(Saturday)  | 토성(사투르누스)   | —                        | —                      |

### 연금술
연금술에서 각각의 행성(달과 수성, 금성, 태양, 화성, 목성 그리고 토성)은 고대 세계에 알려진 일곱 가지의 금속(각각 은과 수은, 구리, 금, 철, 주석 그리고 납)과 연관되었다. 그 결과, 금속과 연관된 행성을 뜻하는 연금술의 기호는 일치한다. 연금술사들은 다른 원소의 금속은 이 일곱 개의 변형이라고 믿었다. (예를 들어, 아연은 "인도의 주석"이나 "모조 은"으로 알려져 있었다.)

☾은 달을 뜻하는 기로로, 주석을 표시하는 데에도 사용되어오고 있다.
☿은 원소 수은과 행성 수성 모두를 표시하는데 사용되어오고 있다.
♀은 구리를 뜻하는 연금술의 기호로 아마도 양식화된 거울인 듯하며, 여신 베누스와 행성 금성을 뜻하는 기호이기도 하다.
☉은 태양을 뜻하는 기호로 오래도록 금을 표시하는데 사용되어오고 있다.
♂은 화성을 뜻하는 기호로 철을 표시하는데 사용되어오고 있다.
♃은 주석을 뜻하는 연금술 기호로 목성의 그림 문자로도 사용된다.
♄은 토성의 기호이며, 납을 표시하는 연금술의 기호이다.

어떤 연금술사들(예를 들면, 파라셀수스)은 기관과 행성 사이가 할당된 헤르메스주의 카발라를 채택했다.::
| 행성 | 기관 |
| 태양 | 심장 |
| 달   | 뇌   |
| 수성 | 폐   |
| 금성 | 콩팥 |
| 화성 | 쓸개 |
| 목성 | 간   |
| 토성 | 지라 |

## 서양 점성술

점성술: 세계도(Thema Mundi)는 육안의 행성들이 각각 그것들의 거주지에 있는 것을 보여준다.

| 행성 | 거주지 별자리(들)               | 손상 별자리(들)                 | 고양 별자리 | 쇠퇴 별자리 | 기쁨 별자리(들)                   |
| ---- | ------------------------------- | ------------------------------- | ----------- | ----------- | --------------------------------- |
| 태양 | 사자자리                        | 물병자리                        | 양자리      | 천칭자리    | 사수자리                          |
| 달   | 게자리                          | 염소자리                        | 황소자리    | 전갈자리    | 물고기자리                        |
| 수성 | 쌍둥이자리(주간) 처녀자리(야간) | 사수자리(주간) 물고기자리(야간) | 처녀자리    | 물고기자리  | 양자리 전갈자리 염소자리 물병자리 |
| 금성 | 천칭자리(주간) 황소자리(야간)   | 양자리(주간) 전갈자리(야간)     | 물고기자리  | 처녀자리    | 쌍둥이자리 게자리 물병자리        |
| 화성 | 양자리(주간) 전갈자리(야간)     | 천칭자리(주간) 황소자리(야간)   | 염소자리    | 게자리      | 사자자리 처녀자리 사수자리        |
| 목성 | 사수자리(주간) 물고기자리(야간) | 쌍둥이자리(주간) 처녀자리(야간) | 게자리      | 염소자리    | 황소자리 사자자리 천칭자리        |
| 토성 | 물병자리(주간) 염소자리(야간)   | 사자자리(주간) 게자리(야간)     | 천칭자리    | 양자리      | 쌍둥이자리 처녀자리 전갈자리      |

## 인도 점성술
인도의 천문학과 점성술(조티사)에서는 (태양과 달을 포함한) 일곱 개의 가시적 행성과 부가적인 두 개의 비가시적 행성이 인정된다.
| 산스크리트어 이름    | 타밀어 이름 | 영어 이름                   | 한글 이름 | 구나   | 뜻                                                                                    | 요일   |
| -------------------- | ----------- | --------------------------- | --------- | ------ | ------------------------------------------------------------------------------------- | ------ |
| 수리야 (सूर्य)         | ஞாயிறு         | Sun                         | 태양      | 사트바 | 영혼, 왕, 높은 지위의 사람들, 아버지.                                                 | 일요일 |
| 찬드라 (चंद्र)         | திங்கள்        | Moon                        | 달        | 사트바 | 마음, 여왕, 어머니.                                                                   | 월요일 |
| 망갈라 (मंगल)         | செவ்வாய்        | Mars                        | 화성      | 타마스 | 활발한 행동, 확신과 자아                                                              | 화요일 |
| 부다 (बुध)            | புதன்         | Mercury                     | 수성      | 라자스 | 통신과 분석                                                                           | 수요일 |
| 브리하스파티 (बृहस्पति) | வியாழன்        | Jupiter                     | 목성      | 사트바 | 위대한 스승                                                                           | 목요일 |
| 슈크라 (शुक्र)         | வெள்ளி         | Venus                       | 금성      | 라자스 | 부와 기쁨 그리고 생식                                                                 | 금요일 |
| 샤니 (शनि)            | சனி          | Saturn                      | 토성      | 타마스 | 어렵게 배움. 직업과 수명                                                              | 토요일 |
| 라후 (राहु)            | கரும்பாம்பு      | Ascending/North Lunar Node  | 북/승교점 | 타마스 | 전성기를 누리는 아수라로서 그가 통제하는 사람의 삶의 어떤 영역을 카오스로 몰아넣는다. | 없음   |
| 케투 (केतु)            | செம்பாம்பு       | Descending/South Lunar Node | 남/강교점 | 타마스 | 초자연적 효력                                                                         | 없음   |

## 동아시아
아래의 표는 다섯 개의 실제 행성과 그 원소들을 뜻하는 중국 한자(漢字)는 한국어와 일본어의 요일의 이름이며 거기에 토요일과 일요일이 더해진다. 그러나 중국어와 베트남어에서는 요일의 순서가 일요일부터는 아니다.
| 영어    | 연관 원소 | 한자 | 한어 병음 (한글 표기) | 한글 | 히라가나 (한글 표기) | 베트남어 이름 (한글 표기)                                                        | 고대 천문 용어 |
| ------- | --------- | ---- | --------------------- | ---- | -------------------- | -------------------------------------------------------------------------------- | -------------- |
| Mercury | 물        | 水星 | Shuǐxīng 수싱[*]      | 수성 | すいせい 수이세이[*] | Sao Thủ 사오 투이[*]                                                             | 진성(辰星)     |
| Venus   | 쇠/금     | 金星 | Jīnxīng 진싱[*]       | 금성 | きんせい 킨세이[*]   | Sao Kim 사오 낌[*] Sao Mai 사오 마이[*] →"새벽 별" Sao Hôm 사오 홈[*] →"저녁 별" | 태백(太白)     |
| Mars    | 불        | 火星 | Huǒxīng 후어싱[*]     | 화성 | かせい 카세이[*]     | Sao Hỏa 사오 호아[*]                                                             | 형혹(熒惑)     |
| Jupiter | 나무      | 木星 | Mùxīng 무싱[*]        | 목성 | もくせい 목세이[*]   | Sao Mộc 사오 몹[*]                                                               | 세(歲)         |
| Saturn  | 흙        | 土星 | Tǔxīng 투싱[*]        | 토성 | どせい 도세이[*]     | Sao Thổ 사오 토[*]                                                               | 전성(鎮星)     |

음력의 주기는 목성의 궤도와도 연관되는데, 목성의 공전 주기는 약 12년이며, 중국의 풍수와 점성학적 주기에는 12간지가 있다.

## 같이 보기
- 안티키티라 메커니즘
- 금성의 위상
- 행성의 정의
- 오행
- 지구중심설
- 천구